# Повестача
Повестача (серб. Повјестача / Povjestača) — село в общине Вишеград Республики Сербской Боснии и Герцеговины. В настоящее время село необитаемо.